# Calledema marmorea
Calledema marmorea är en fjärilsart som beskrevs av Butler 1875. Calledema marmorea ingår i släktet Calledema och familjen tandspinnare. Inga underarter finns listade i Catalogue of Life.